# Свобода (часопис)
«Свобода» — політичний, просвітній і господарський часопис для селян народовецького напрямку, з 1899 року орган Національно-Демократичної Партії, з 1925 року — УНДО.
Виходив як тижневик у Львові 1897—1918 роках (1915 у Відні), 1919 року у Станиславові та у 1922—1939 роках у Львові, спершу етимологічним правописом, з 1900 року — фонетичним.
Після захоплення Львова Польщею газета не видавалася протягом 1920—1921 років.
У часописі «Свобода» друкувалися статті про актуальні внутрішньополітичні, культурно-освітні та соціально-економічні теми життя на західноукраїнських землях, про міжнародну політику. Також друкувалися публіцистичні твори, хроніки, некрологи та інше. Подавалися огляди та інформація про австро-угорську політику щодо українців.

## Редактори
В. Король, Володимир Охримович, Євген Левицький (1902), В. Будзиновський (1903—1906), Лонгин Цегельський (1907—1908), В. Бачинський (1909—1913), Микола Заячківський (1913—1914), Степан Баран (1914—1918), Михайло Струтинський і Олексій Кузьма (з 1922).